# کایل ریچاردسون (شناگر)
کایل ریچاردسون (به انگلیسی: Kyle Richardson) (زادهٔ ۱۳ مهٔ ۱۹۸۷) شناگر اهل استرالیا است.